# آيت قلاليت آيت ابراهيم (آيت أوريبل)
آيت قلاليت آيت إبراهيم هي إحدى مشيخات المملكة المغربية، تتبع جغرافيا لإقليم الخميسات وإداريًا لآيت أوريبل. يقدر عدد سكانها بـ 5990 نسمة حسب الإحصاء الرسمي للسكان والسكنى لسنة 2004.